# Замок Остерштайн (Цвиккау)
Замок Остерштайн (нем. Schloss Osterstein) — позднесредневековый замок в немецком городе Цвиккау в федеральной земле Саксония.
Основанный около 1200 года и впервые письменно упомянутый в 1292 году как castrum czwickaw, замок превратился к XIV веку в репрезентативную городскую резиденцию саксонских маркграфов; с XVIII века вплоть до 1962 года он использовался в качестве тюрьмы.

## История
Замок Остерштайн, вплоть до XVI века известный как замок Вайсештайн (нем. Weißenstein), был основан в конце XII—начале XIII века в качестве небольшого внутригородского укрепления на северо-восточной границе Цвиккау. Сильно пострадавший при разрушительном городском пожаре 1403 года, он был заново отстроен в 1404—1407 годах по указанию Вильгельма I. В 1522 году здесь проповедовал Мартин Лютер.
В правление Кристиана I с 1586 по 1590 годы замок был полностью перестроен в стиле ренессанс, получив отныне своё современное наименование Остерштайн. Однако уже 40 лет спустя в 1632 году в ходе Тридцатилетней войны замок был настолько сильно разорён, что в последующие 30 лет оставался без дальнейшего использования.
В 1770-х годах замок стал местом тюремного заключения, позднее — исправительным домом, используясь в этом качестве — с небольшими перерывами — вплоть до Второй мировой войны. Из-за нехватки площадей в 1860-х годах потребовалось возведение дополнительного тюремного корпуса. Наиболее известными узниками замка этого периода были Карл Май, Август Бебель, Роза Люксембург и Карл Мартин Хооп, ставший одной из первых жертв национал-социалистических чисток.
Остерштайн продолжал оставаться местом тюремного заключения инакомыслящих и во времена ГДР, вплоть до 1962 года. Впоследствии в замковых помещенях располагались прачечная, архив угледобывающего комбината и складские помещения. Однако здание было предоставлено само себе, и уже в 1980-х годах начался его всё более стремительный упадок, так что к концу XX замок Остерштайн представлял собой руины.
В 2000 году при поддержке городского правительства удалось провести первые консервационные работы и спасти замок от полнейшего разрушения. Тогда же была образована некоммерческая организация нем. Förderferein Schloss Osterstein, начавшая собирать пожертвования на реставрацию исторического памятника, проведённую в 2006—2008 годах. В настоящее время здесь располагаются дом престарелых и ресторан; ряд исторических помещений используется для проведения различных культурных мероприятий.